# Anestesista-rianimatore
L'anestesista-rianimatore è un medico specializzato in anestesia, rianimazione, terapia intensiva e del dolore che opera sia in ambito ospedaliero sia extra-ospedaliero.
Tale figura può assumere varie funzioni, accomunate dalla salvaguardia generale delle funzioni vitali del paziente (neurologiche, respiratorie, cardiache e metaboliche), soprattutto quando esse siano compromesse in maniera tale da comportare imminente rischio per la vita.

## Attività
Il medico anestesista-rianimatore si occupa soprattutto:
- di indurre e mantenere l'anestesia in pazienti sottoposti ad intervento chirurgico o procedura diagnostica e gestire le fasi di risveglio e di monitoraggio post-operatorio nei pazienti sottoposti a tali procedure;
- di ripristinare e preservare, sostenendole, le funzioni vitali di pazienti critici (rianimazione: per esempio quadri di emodinamica compromessa, alcalosi o acidosi, problematiche neurologiche associate per loro natura, ad alterazioni gravi dello stato di coscienza;
- di seguire, nell'ambito di gruppi di lavoro multidisciplinari, i pazienti vittime di traumi importanti e poli-traumi;
- di coordinare e operare centri di ossigenoterapia iperbarica (camera di decompressione e strumento terapeutico);
- di elaborare e attuare terapie analgesiche per il trattamento del dolore cronico.

### Ambienti operativi
Il medico anestesista-rianimatore, per la preparazione scientifica e pratica in gestione ed assistenza ai pazienti in condizioni critiche, è quindi operativo presso diversi servizi sanitari:
- servizi di anestesiologia presso il blocco operatorio ospedaliero (sala operatoria e sala risveglio);
- reparti di medicina intensiva;
- servizi di soccorso sanitario territoriale;
- reparti di degenza (colloquio e visita pre-operatoria; interventi di emergenza);
- centri di terapia antalgica;
- centri traumatologici multidisciplinari.

Presso ospedali di grandi dimensioni, molto spesso, le équipes di anestesia-rianimazione sono divise e talvolta, laddove siano operativi servizi di chirurgie specialistiche ad alto volume, esistono gruppi dedicati esclusivamente a tali servizi.